# Махмуд I (селџучки султан)
Махмуд I (перс. محمود) или пуним именом Насир ал-Дин Махмуд (перс. ناصرالدین محمود; 1088 — Исфахан, јесен 1094) био је султан Селџука (1092—1094).

## Биографија
Махмуд је био трећи син селџучког султана Малик шаха I и његове караканидске супруге Туркан Хатун. Смрт његове старије браће Давуда (1082) и Ахмеда (1088) отворила је питање султановог наследника. У тој борби Туркан Хатун се залагала да престо наследи Махмуд, насупрот везиру Низам ал-Мулку и већини селџучке војске, који су фаворизовали Баркијарука, Малик шаховог сина са селџучком принцезом Зубајдом. Не бирајући средства, Туркан Хатун се удружила са великодостојником Таџ ал-Мулком како би покушала да збаци Низам ал-Мулка са положаја везира. Таџ је чак оптужио Низама за корупцију султану, али без резултата. Махмудови изгледи су се знатно побољшали после Низам ал-Мулковог убиства 14. октобра 1092. године, тако да је он после Малик шахове смрти 19. новембра 1092. године и постао султан.
Како је био малолетан, сва власт се налазила у рукама мајке султаније Туркан Хатун и високих достојанственика међу којима се издвајао нови везир Таџ ал-Мулк. Нови султан је био признат од стране калифа у Багдаду, али је у читавој земљи против њега постојала јака опозиција. Бројни чланови Селџучке династије износили су своје претензије на место султана изазивајући распад државе, пошто области којим су они првобитно управљали централна власт није успевала да врати у своје окриље. Баркијарук и његове бројне присталице од почетка нису прихватиле Махмудово именовање и повеле су жестоку борбу против новог султана. Друга Махмудова браћа, Мухамед Тапар и Ахмед Санџар, такође су истакли своје претензије. Махмудов стриц Тутуш, који је управљао Дамаском и имао врховну власт над Антиохијом, такође је одбио да призна новог султана, па је кренуо према истоку у намери да истакне своје властите претензије. Године 1094. он је освојио Алеп.
Нарочито су почеле да се отцепљују западне територије Селџучког царства. Румски султанат у Анадолији, којим је владао Махмудов рођак Килиџ Арслан, постао је потпуно независан. Триполи је одбацио и формалну врховну власт Селџука. У самом Царству избијале су и побуне сељаштва. На спољном плану, Фатимидски калифат у Египту, настојао је да врати под своју контролу Сирију и Палестину.
Султанова војска предвођена Кербугом није имала успеха у борби против Баркијарука. Године 1093. Таџ ал-Мулк је био убијен од стране Баркијарукових присталица, бивших џилмана Низама ал-Мулка. Негде у исто време умро је стари багдадски калиф, а његов наследник је за султана признао Баркијарука. У јесен 1094. и Махмуд и његова мајка умрли су под нејасним околностима. Могуће је да су били убијени од стране породице Низам ал-Мулка, за Махмуда се претпоставља да је умро од великих богиња. Сав хаос који је завладао у Селџучком царству током његове владавине омогућио је неочекивани успех Првог крсташког рата, који је уследио неколико година касније.